# Henry Z. Osborne

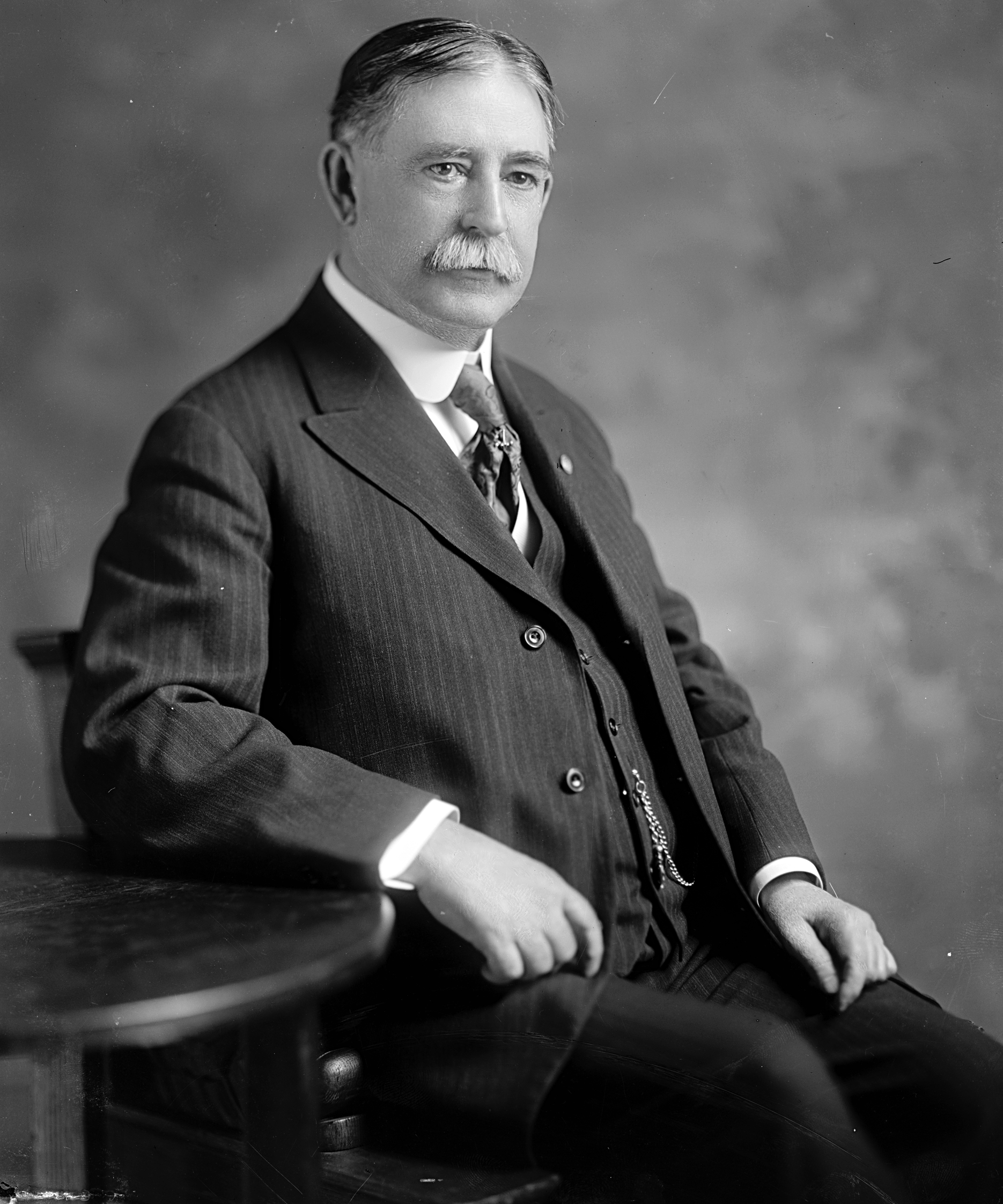
Henry Z. Osborne

Henry Zenas Osborne (* 4. Oktober 1848 in New Lebanon, Columbia County, New York; † 8. Februar 1923 in Los Angeles, Kalifornien) war ein US-amerikanischer Politiker. Zwischen 1917 und 1923 vertrat er den Bundesstaat Kalifornien im US-Repräsentantenhaus.

## Werdegang
Henry Osborne besuchte die öffentlichen Schulen seiner Heimat. Während des Bürgerkrieges diente er trotz seiner Jugend in einer Infanterieeinheit aus New York, die dem Heer der Union unterstand. Nach dem Krieg arbeitete Osborne in der Zeitungsbranche. Er war in verschiedenen Städten als Drucker, Reporter, Verleger und Zeitungsherausgeber tätig. Seine letzte Station war Los Angeles. Zwischen 1878 und 1884 war er Leiter der Finanzbehörde (Receiver of Public Moneys) in Bodie; von 1890 bis 1894 leitete er die Zollbehörde im Hafen von Los Angeles. Von 1898 bis 1906 übte Osborne das Amt des US Marshal für den südlichen Teil von Kalifornien aus. Politisch war er Mitglied der Republikanischen Partei. Im Juni 1888 war er Delegierter zur Republican National Convention in Chicago, auf der Benjamin Harrison als Präsidentschaftskandidat nominiert wurde. In den Jahren 1914 und 1915 war Osborne als Beauftragter der Stadtverwaltung von Los Angeles für öffentliche Arbeiten tätig.
Bei den Kongresswahlen des Jahres 1916 wurde er im zehnten Wahlbezirk von Kalifornien in das US-Repräsentantenhaus in Washington, D.C. gewählt, wo er am 4. März 1917 die Nachfolge von Henry S. Benedict antrat. Nach zwei Wiederwahlen konnte er bis zu seinem Tod am 8. Februar 1923 im Kongress verbleiben. In diese Zeit fielen unter anderem der Erste Weltkrieg sowie die Ratifizierung des 18. und des 19. Verfassungszusatzes. Zum Zeitpunkt seines Todes war Osborne bereits für die nächste Legislaturperiode wiedergewählt worden. Das Mandat fiel dann nach einer Nachwahl an seinen Parteikollegen John D. Fredericks.